# Рост-банк
«Рост-банк» — российский коммерческий банк, созданный в 1993 году.
С 2014 года находился под санацией «Бинбанка». В июле 2018 году произошло присоединение «Рост-банка» к банку «Траст».

## История
Банк «Рост» создан в 1993 году. Изначально он носил название «Нефтек» и работал с крупными российскими предприятиями нефтеперерабатывающей и нефтехимической отраслей. Своё нынешнее название банк получил в 2002 году. В 2005 году банк стал участником Системы обязательного страхования вкладов.
В 2010 году банк начал сотрудничать с Агентством по ипотечному жилищному кредитованию.
Размер уставного капитала Банка составлял 2 375 139 760 рублей.
Банк демонстрирует высокие темпы роста: за 2011 год многократно возросли показатели Банка по всем ключевым показателям — нетто-активам, вкладам физических лиц, чистой прибыли, кредитному портфелю. В ноябре 2011 года к банку «Рост» был присоединен банк «Норвик».
В январе 2012 года рейтинговое агентство «Эксперт РА» повысило рейтинг кредитоспособности Банка «Рост» до уровня А «Высокий уровень кредитоспособности». Прогноз по рейтингу стабильный. Ранее у банка действовал рейтинг В++ «Приемлемый уровень кредитоспособности», прогноз «стабильный».
В 2013 году произошло объединение банка «Рост» с банком «Казанский», наименование банка изменилось на ОАО «Рост-банк». К этому моменту «Рост-банк» входил в финансовую группу «Рост», состоявшую из банков «Кедр», «СКА Банк», «Аккобанк» и «Тверьуниверсалбанк».
В конце 2014 года банк вместе с группой перешёл на санацию к Бинбанку, к которому его планировалось присоединить в 2020 году. Для его оздоровления АСВ выделило 18,4 млрд руб. в виде займа сроком на 10 лет. В декабре 2015 года крупнейший акционер Бинбанка Микаил Шишханов для улучшения отчётности контролируемого банка выкупил «Рост-банк», став его новым инвестором; присоединение к «Бинбанку» было запланировано на 2025 год. К 2017 году активы банка за счёт передачи из материнского банка выросли почти в пять раз — до 555 млрд руб.
Несмотря на санацию, банк активно финансировал проекты группы «Сафмар» Михаила Гуцериева (дяди Шишханова), получив кредиты из Бинбанка на сумму 591 млрд рублей. К 1 июля 2017 года обязательства банка составили в 665 млрд рублей.
2 июля 2018 года была завершена процедура присоединения «Рост-банка» к банку «Траст», который, в свою очередь, на 99,9 % принадлежит Банку России.
В июне 2019 года суд по запросу банка «Траст» установил, что в 2016—2017 годах из «Рост банка» был незаконно произведён вывод 255 млрд рублей в пользу компаний «Рост инвестиции» и «Рост капитал». Впоследствии деньги ушли на счета в иностранных банках и иностранные компании, а также потрачены на выкуп неликвидных активов Суд признал сделки недействительными.